# Brian Duke
Brian Oliver Lyndhurst Duke, né le 24 juin 1926 à Kampala en Ouganda et mort le 3 juin 2006 est un médecin britannique, expert en maladies tropicales qui a étudié en profondeur la cécité des rivières et d'autres maladies parasitaires. Ses travaux ont permis de développer un médicament antiparasitaire pour les combattre.

## Carrière
Duke fréquente le Gonville and Caius College, à Cambridge, puis le Guy's Hospital, où il obtient un MD, MA, ScD, MB, BChir et un diplôme en médecine tropicale.
Il rejoint le service médical colonial en 1953 et est envoyé au Cameroun britannique où il commence à faire des études approfondies sur la dynamique de la cécité des rivières. Il mène également des recherches sur les infections parasitaires Loa loa et bilharziose. Il rédige 172 articles médicaux et ses recherches établissent de nouvelles normes méthodologiques pour tous les essais cliniques futurs. En 1975, Duke rejoint l'OMS en tant que chef de l'unité chargée de la filariose infectieuse, ses recherches antérieures ayant permis le bon déroulement des essais cliniques de l'Ivermectine. Ce médicament antiparasitaire se révèle très efficace contre la cécité des rivières et d'autres maladies causées par des vers parasites. On attribue également à Duke le mérite d'avoir fait pression sur Merck pour qu'elle fournisse gratuitement de l'invermectine à toutes les personnes atteintes de la cécité des rivières, ce qui conduit à la création du programme de don de Mectizan. À ce jour, plus d'un demi-milliard de doses ont été données.

### Distinctions et retraite
En 1961, Duke est nommé OBE, puis CBE en 1975.
En 1991, Duke prend sa retraite de l'OMS et devient le directeur médical de la River Blindness Foundation jusqu'en 1996. Il est un scientifique éminent à l'Institut de pathologie des forces armées (AFIP), où il a mis au point un matériel pédagogique sur les maladies helminthiques. Il travaille en étroite collaboration avec Aileen Marty à l'élaboration de diverses conférences sur les maladies infectieuses et à l'identification des effets inhabituels provoqués chez l'Onchocerca femelle par l'Ivermectine.